# António Pinheiro
António José Pinheiro (Tavira, 21 de dezembro de 1867 — Lisboa, 2 de março de 1943) foi um ator, realizador, argumentista, escritor e professor português.

## Carreira
Estudou teatro no Conservatório Nacional, onde mais tarde viria a ser professor. Fundou a Associação de Actores Dramáticos e publicou diversas obras.
No cinema estreou-se, em 1910, como ator no filme mudo brasileiro Os Milagres de Nossa Senhora da Penha. Em Portugal integrou o elenco de Os Fidalgos da Casa Mourisca e Amor de Perdição, ambos de Georges Pallu.
Como realizador, estreou-se no filme mudo Tinoco em Bolandas, tendo também realizado e interpretado Tragédia de Amor, ambos em 1924.
A sua última representação em palco foi a de "Cardeal D. Henrique" na peça D. Sebastião, em 1933, no Teatro Nacional D. Maria II.
Tavira, a sua terra natal, homenageou-o atribuindo o seu nome ao Cine-Teatro local.
A 2 de março de 1939, foi agraciado com o grau de Comendador da Ordem Militar de Sant'Iago da Espada.

## Obras publicadas
Publicou os livros: 
- Teatro Português, 1901
- Opereta Portuguesa, 1912
- Ossos do Ofício, 1912
- Coisas da Vida (memórias), 1923
- Estética e Plástica Teatral, 1925
- Contos Largos, 1929